# Kmiecie (Przemyśl)
Kmiecie – część miasta Przemyśla oraz osiedle administracyjne nr 2 miasta Przemyśla (jednostka pomocnicza gminy)
Położony jest na Zasaniu, na zachód od centrum miasta i obejmuje ulice: Barska, Browarna, Jana Długosza, Dynowska, Dubiecka, Felicjanek, Grunwaldzka strona lewa cała, Grzegorza z Sanoka, Jana Kasprowicza, Ignacego Krasickiego, Józefa Kremera, Wybrzeże Ojca Świętego Jana Pawła II strona prawa, Ostrowska, Księcia Józefa Poniatowskiego, Plac Inwalidów Wojennych, Plac Konstytucji 3 Maja od nr 1 do nr 6, Plac Orląt Przemyskich, Rzeczna, Henryka Rzewuskiego, Księdza Piotra Skargi, Księdza Stanisława Stojałowskiego, Świętego Józefa, Szczęsna, Węgierska strona lewa, Henryka Wieniawskiego, Stefana Żeromskiego.
W 2023 roku liczba mieszkańców wynosiła 4801.